# Yaafour
Yaafour (tiếng Ả Rập: يعفور) là một ngôi làng của Syria ở huyện Qatana của tỉnh Rif Dimashq. Theo Cục Thống kê Trung ương Syria (CBS), Yaafour có dân số 4.638 người trong cuộc điều tra dân số năm 2004.